# Kirkwoodlücke

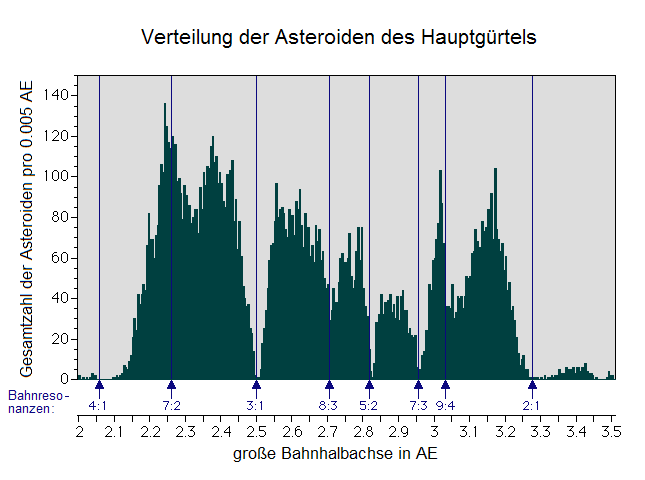
Verteilung der großen Bahnhalbachsen der Asteroiden im Hauptgürtel. Die Pfeile markieren Entfernungen, in denen sich Objekte in einer Bahnresonanz mit Jupiter befinden, wobei die erste Ziffer die Zahl der Asteroidenumläufe angibt.

Die Kirkwoodlücken im Asteroidengürtel entsprechen Bahnen mit Umlaufzeiten, die in einem ganzzahligen Verhältnis zur Umlaufzeit von Jupiter stehen. Asteroiden mit diesen Bahnen können nicht über längere Zeit dort existieren, da Resonanzen mit Jupiter auftreten.
Das ganzzahlige Verhältnis der Umlaufzeiten bringt es mit sich, dass auf einen solchen Asteroiden periodisch die große Schwerkraft Jupiters wirken kann. Als Folge davon wird der Asteroid aus dieser Bahn nach innen oder außen hin abgelenkt; eine Lücke in der Verteilung der großen Bahnhalbachsen beziehungsweise Umlaufzeiten entsteht.
Ein Verhältnis von 5:2 beispielsweise besagt, dass die Dauer von fünf Umläufen des Asteroiden gleich der Dauer von zwei Jupiterumläufen ist. Da Jupiter 11,86 Jahre für einen Sonnenumlauf benötigt, wiederholen sich alle 23,72 Jahre die Verhältnisse für einen Asteroiden mit 4,74 Jahren Umlaufzeit.
Die Lücken wurden nach Daniel Kirkwood benannt, der sie 1866 nach statistischen Untersuchungen der großen Bahnhalbachsen entdeckt hatte.

## Auffällige Lücken
Als auffällige Lücken gelten:
4:1-ResonanzSie liegt bei 2,07 AE und begrenzt den Hauptgürtel nach innen. Diesseits dieser Lücke liegen die Asteroiden der Hungaria-Gruppe.
3:1-Resonanz (Hestia-Lücke)Sie liegt bei 2,50 AE und bildet die Grenze zwischen innerem und äußeren Hauptgürtel. Sie ist der Ursprung der Alinda-Asteroiden, die durch Bahnstörungen auf immer exzentrischere Bahnen gelenkt werden.
5:2-ResonanzSie liegt bei 2,82 AE und begrenzt die Koronis-Asteroidengruppe nach innen.
7:3-ResonanzSie liegt bei 2,96 AE und begrenzt die Koronis-Asteroidengruppe nach außen.
2:1-Resonanz (Hecuba-Lücke)Sie liegt bei 3,28 AE und bildet die äußere Grenze des Hauptgürtels der Asteroiden. Jenseits liegen die Cybele-Asteroiden.

## Stabilisierende Resonanzen
Bestimmte Resonanzen halten jedoch auch die Asteroiden in ihrer Bahn fest. Das sind beispielsweise:
9:2-Resonanz (1,91 AE)Hungaria-Gruppe
7:4-Resonanz (3,58 AE)Cybele-Gruppe
3:2-Resonanz (3,97 AE)Hilda-Gruppe
4:3-Resonanz (4,29 AE)Thule-Gruppe
1:1-Resonanz (5,20 AE)Trojaner
Diese stabilisierenden Resonanzen liegen außerhalb obiger Grafik.